# A Picture of Me (Without You)
Pour la chanson, voir A Picture of Me (Without You) (chanson).
Albums de George Jones
We Go Together
(1971) George Jones (We Can Make It)
(1972)
A Picture of Me (Without You) est un album de l'artiste américain de musique country, George Jones. Cet album est sorti en 1972 sur le label Epic Records. La chanson-titre est le seul single extrait de l'album, et a atteint la 5e position des charts des singles country du magazine Billboard. Lorrie Morgan a repris cette chanson sur son album de 1991 Something in Red, et a atteint la 8e position des charts des singles country grâce à cette chanson la même année.

## Liste des pistes
| No  | Titre                               | Durée |
| --- | ----------------------------------- | ----- |
| 1.  | A Picture of Me (Without You)       |       |
| 2.  | Man Worth Lovin' You                |       |
| 3.  | She Knows What She's Crying About   |       |
| 4.  | Second Handed Flowers               |       |
| 5.  | That Singing Friend of Mine         |       |
| 6.  | She Loves Me (Right Out of My Mind) |       |
| 7.  | Tomorrow Never Comes                |       |
| 8.  | Another Way to Say Goodbye          |       |
| 9.  | On the Back Row                     |       |
| 10. | Let There Be a Woman                |       |
| 11. | We Found a Match                    |       |

## Positions dans les charts
Album – Billboard (Amérique du nord)
| Année | Chart          | Position |
| ----- | -------------- | -------- |
| 1972  | Albums country | 3        |

Single – Billboard (Amérique du nord)
| Année | Single                        | Chart           | Position |
| ----- | ----------------------------- | --------------- | -------- |
| 1972  | A Picture of Me (Without You) | Singles country | 5        |